# Martin Schaudt
Martin Schaudt (Balingen, 7 december 1958) is een voormalig Duitse ruiter, die gespecialiseerd was in dressuur. Schaudt won tijdens de Olympische Zomerspelen 1996 de gouden medaille in de landenwedstrijd dressuur. Acht jaar later won Schaudt wederom de olympische landenwedstrijd dressuur in Athene.

## Resultaten
- Olympische Zomerspelen 1996 in Atlanta  landenwedstrijd dressuur met Durgo
- Olympische Zomerspelen 1996 in Atlanta 9e individueel dressuur met Durgo
- Olympische Zomerspelen 2004 in Athene  landenwedstrijd dressuur met Weltall VA
- Olympische Zomerspelen 2004 in Athene 15e individueel dressuur met Weltall VA

1928: von Langen, Linkenbach, Lotzbeck ·
1932: Lesage, Marion, Jousseaume ·
1936: Pollay, Gerhard, Oppeln-Bronikowski ·
1948: Jousseaume, Saint-Fort Paillard, Buret ·
1952: Saint Cyr, Boltenstern, Persson ·
1956: Saint Cyr, Boltenstern, Persson ·
1964: Boldt, Klimke, Neckermann ·
1968: Neckermann, Klimke, Linsenhoff ·
1972: Petoesjkova, Kizimov, Kalita ·
1976: Boldt, Klimke, Grillo ·
1980: Kovsjov, Oegrjoemov, Misevitsj ·
1984: Klimke, Sauer, Krug ·
1988: Klimke, Linsenhoff, Theodorescu, Uphoff ·
1992: Balkenhol, Uphoff, Theodorescu, Werth ·
1996: Balkenhol, Schaudt, Theodorescu, Werth ·
2000: Werth, Capellmann, Salzgeber, Simons-de Ridder ·
2004: Kemmer, Schmidt, Schaudt, Salzgeber ·
2008: Kemmer, Capellmann, Werth ·
2012: Hester, Bechtolsheimer, Dujardin ·
2016: Rothenberger, Schneider, Bröring-Sprehe, Werth ·
2020: von Bredow-Werndl, Schneider, Werth ·
2024: Wandres, von Bredow-Werndl, Werth
- Gemeinsame Normdatei: 119388170
- International Standard Name Identifier: 0000 0000 1068 7142
- Virtual International Authority File: 77124188